# Les Livres du rail
Les Livres du rail est la réédition aux éditions Omnibus des principales œuvres ferroviaires d’Henri Vincenot préfacée par sa fille Claudine Vincenot.

## Contenu
Le recueil comprend  :
- La présentation de Claudine Vincenot.
- La Pie saoule avec une préface d’Henri Vincenot.
- Les Chevaliers du chaudron et trois chapitres inédits se déroulant pendant la guerre de 1870.
- Rempart de la miséricorde, titre choisi par l’auteur, d’un ouvrage qui avait été publié sous le titre de Mémoires d’un enfant du rail.
- Les chemins de fer au XIXème siècle  ouvrage publié  en 1975 sous le titre « la vie quotidienne dans les chemins de fer au XIXème siècle » dans la collection « la vie quotidienne »  aux éditions Hachette.
- Les Voyages du professeur Lorgnon.